# Sadaghe
Sadaghe (perski: صداقه) – wieś w Iranie, w ostanie Azerbejdżan Zachodni. W 2006 roku liczyła 307 mieszkańców w 85 rodzinach.